# أفاميا (بابل)
أفاميا أو أفاميا (باليونانية: Απάμεια)‏ كانت مدينة قديمة – وربما مدينتان قديمتان تقعان بالقرب من بعضهما البعض – في بلاد ما بين النهرين ذكرها ستيفانوس البيزنطي وبلينيوس على أنها تقع بالقرب من نهر دجلة بالقرب من ملتقى نهر الفرات، وموقعها الدقيق لا يزال غير مؤكد، لكنها تقع في العراق الحديث.
يصف ستيفانوس (sv Apameia) أفاميا بأنها في إقليم ميسيني، ويحيط بها نهر دجلة، وفي هذا المكان، أي أفاميا، أو قد يعني، في أي بلد، ميسيني، ينقسم دجلة؛ على الجزء الأيمن يتدفق نهر سيلاس، وعلى اليسار نهر دجلة، والذي له نفس الاسم مع النهر الكبير. لا يبدو من هو الكاتب الذي ينسخه، ولكن ربما يكون آريان . يقول بليني عن نهر دجلة، أنه حول أفاميا، وهي مدينة من ميسيني، على هذا الجانب من سلوقية البابلية، 125 ميلاً، ينقسم نهر دجلة إلى قناتين، من خلال قناة واحدة يتدفق إلى الجنوب وإلى سلوقية، ويغسل على طول ميسيني؛ من خلال القناة الأخرى، يتجه إلى الشمال خلف نفس الأمة (ميسيني)، يقسم السهول المسماة كاوشاي: عندما تتحد المياه مرة أخرى، يسمى النهر باسيتيجريس. كان هناك مكان في سلوقية أو بالقرب منها يسمى كوشي؛  وموقع سلوقية يقع أسفل بغداد. هذه هي النقاط الوحيدة المؤكدة في الوصف. يبدو من الصعب تفسير مرور بليني، أو تحديد الموقع المحتمل لمدينة أفاميا. لا يمكن أن يكون ذلك في كورنا، كما يفترض البعض، مثل بطليموس،  حيث يلتقي نهر دجلة والفرات، لأن كلاً من ستيفانوس وبلينيوس يضعان أفاميا عند النقطة التي ينقسم فيها نهر دجلة. بليني يضع ديجبا في كورنا، في نهر دجلة حوالي مصب النهرين ، – عند تقاطع نهري دجلة والفرات. لكن بليني لديه أفاميا أخرى، والتي كانت محاطة بنهر دجلة؛ ويضعها في سيتاسين . يفترض دانفيل ( الفرات والنهر ) أن أفاميا كانت عند النقطة التي يتفرع منها نهر الدجيل، الذي أصبح جافًا الآن، من نهر دجلة. وكانت ميسيني حينئذ بين دجلة والدجيل، أو ينبغي أن يوضع هناك قطعة تسمى ميسيني. من المحتمل أن يكون اسم "سيلاس" في ستيفانوس محرفًا، وربما أخطأ المحرر الأخير لستيفانوس في تفضيله على قراءة ديلاس، التي هي أقرب إلى اسم ديجيل. على الرغم من أن بليني قد يعني نفس المكان أفاميا في كلا المقتطفين المذكورين، إلا أنه ربما كان يتحدث عن مكانين مختلفين.
حتى بعيدًا عن أفاميا التي ذكرها بليني في سيتاسيني، يبدو أنه كانت هناك على الأقل مدينتان مختلفتان (وصف إحداهما بليني وستيفانوس، والأخرى بطليموس)، ويبدو أنهما كانتا قريبتين من بعضهما البعض – كما هو مذكور صراحة في كتاب. 71ب – العلوي والسفلي. يقترح نولدكه أن اللهجة التي يتحدث بها سكان أفاميا السفلى (مدينة بطليموس)، والتي ربما كانت تقع في كورنا، كانت أقرب إلى المندائية .

## الحواشي
1. ↑  Pliny, vi. 27
2. ↑  أميانوس مارسيليانوس xxiv. 5, and the notes of Valesius and Lindebrog
3. ↑  Ptolemy. Geography, v. 18
4. ↑  Pliny, vi. 146
5. ↑  Pliny, vi. 31
6. ↑  Nöldeke. Mandäische Grammatik, p. 26